# Сладкие грёзы (фильм)
«Сладкие грёзы» (англ. Sweet Dreams) — кинофильм режиссёра Карела Рейша, вышедший на экраны в 1985 году. Лента основана на биографии американской певицы в стиле кантри Пэтси Клайн. Исполнительница главной роли Джессика Лэнг была номинирована на премию «Оскар». В картине использованы оригинальные записи Пэтси Клайн, сделанные с 1960 по 1963 год.

## Содержание
1956 год. Пэтси Клайн живёт в Восточной Вирджинии. Дом у неё полная чаша, любящий муж, концерты с песнями на телевидении. Что ещё надо, казалось бы? Но счастья она не испытывает. Муж скучен, собирает модели кораблей. Певческая карьера тоже заходит в тупик.
Однажды в баре она знакомится с Чарли Диком, который своими обаянием и агрессивной самоуверенностью смог привлечь её внимание. Чарли обожает стиль «кантри» и уговаривает Пэтси сменить стиль песен на «кантри». Вскоре она бросает мужа и выходит замуж за Чарли. Впрочем, петь она тоже бросила, сосредоточившись на воспитании детей. Но когда Чарли уходит в армию, она снова начинает петь и быстро становится звездой в стиле кантри.
Вместе со славой к ней приходит уверенность, а её самоутверждение всё больше бесит Чарли, который с каждым месяцем становится всё более агрессивным, начинает пить и распускать руки. Друзья подтрунивают над ним. После очередной пьянки он сильно избивает жену, и та от него уходит. Через некоторое время Чарли берёт себя в руки, бросает пить и пытается наладить отношения с женой.
У Пэтси в это время был пик славы, но трагическое стечение обстоятельств помешало карьере и примирению — небольшой самолёт, в котором она возвращалась с гастролей, в тумане теряет ориентацию и врезается в гору.

## В ролях
- Джессика Лэнг — Пэтси Клайн
- Эд Харрис — Чарли Дик
- Энн Уэджуорт — Хильда Хенсли (мама Пэтси)
- Дэвид Кленнон — Рэнди Хьюз
- Джеймс Стэйли — Джеральд Клайн
- Гэри Бэсэраба — Вудхаус
- Джон Гудмен — Отис
- П. Джей Соулз — Ванда
- Терри Гарднер
- Кэтлин Келч

## Интересные факты
- Джессика Лэнг перекрасила волосы в чёрный цвет специально для этой роли.
- Военная база по фильму расположена в Северной Каролине, но съёмки проводились на военной базе в Кентукки. Съёмки также велись в Теннесси, Мэриленде и Западной Вирджинии.

## Биографические неточности
- Пэтси с братом ехали не за пивом, а за материалом для матери (работавшей швеёй), когда случилась автокатастрофа, в которой Пэтси едва не погибла.
- Чарли Дик и их дочь Джулия утверждают, что Чарли никогда не бил Пэтси в присутствии дочери. Более того, Чарли уверяет, что ударил её один раз в жизни, чтобы остановить её истерику. В сцене избиения Пэтси выглядит жертвой, но друзья семьи говорят, что на их «бои» было интересно смотреть, так как все знали, что всё равно Пэтси выиграет.
- Самолёт разбился ранним вечером, упав в лес, а не врезавшись в гору. Пилот не имел достаточных навыков управления в условиях плохой видимости.